# Gian-Luca Berger
Gian-Luca Berger (* 27. August 2002 in Königs Wusterhausen) ist ein deutscher Volleyballspieler.

## Karriere
Berger begann seine Karriere beim VC Wildau, wo er von seinem Großvater trainiert wurde. Danach spielte der Libero beim SV Schulzendorf in der dritten Liga. 2021 wechselte er zum Erstligisten Netzhoppers Königs Wusterhausen. Sein Debüt in der Bundesliga gab er Ende November 2021. Auch in der Saison 2022/23 spielt Berger für die Netzhoppers.